# Tomás Rincón
Tomás Rincón (San Cristóbal, 1988. január 13. –) venezuelai labdarúgó.

## Pályafutása

### Klubcsapatokban
Rincón az UA Maracaibo csapatában kezdte a pályafutását. 2007 januárjában csatlakozott a Zamora FC-hez és ott 33 mérkőzésen egy gólt lőtt. 2008 júliusában átigazolt a Deportivo Táchira együttesébe ahol 2010-ig szóló szerződést írt alá. Ezt követően Németországba vezetett az útja a Hamburg csapatába. 2009. január 30-án egy 2009. december 31-éig szóló kölcsönszerződést írt alá. Első mérkőzését a Hamburg színeiben 2009. március 4-én játszotta az SV Wehen Wiesbaden ellen a DFB kupában. A Bundesliga debütálására 2009. április 4-ig kellett várnia ahol csereként állt be a 87. percben egy 1-0-ra megnyert mérkőzésen a Hoffenheim ellen. 2009. december 10-én a Hamburg véglegesen megszerezte őt egykori klubjától. Rincón 2014. június 30-ig írt alá. 2014 nyarán a Serie A-ban szereplő Genoa csapatába igazolt. 2017. január 3-án a bajnoki címvédő Juventus szerződtette 8 millió euróért.

### A válogatottban
Első mérkőzését Venezuela színeiben 2008-ban játszotta, szerepelt a 2010-es labdarúgó-világbajnokság selejtezőjében.
100. válogatottságát a Trinidad és Tobago elleni barátságos mérkőzésen érte el 2019. október 14-én.

## Statisztika

### A válogatottban
Frissítve: 2023. június 18-án.
| Válogatott | Év       | Pályára lépése | Gólok |
| ---------- | -------- | -------------- | ----- |
| Venezuela  |          |                |       |
| 2008       | 13       | 0              |       |
| 2009       | 10       | 0              |       |
| 2010       | 6        | 0              |       |
| 2011       | 14       | 0              |       |
| 2012       | 4        | 0              |       |
| 2013       | 7        | 0              |       |
| 2014       | 2        | 0              |       |
| 2015       | 11       | 0              |       |
| 2016       | 14       | 0              |       |
| 2017       | 5        | 0              |       |
| 2018       | 5        | 1              |       |
| 2019       | 10       | 0              |       |
| 2020       | 3        | 0              |       |
| 2021       | 9        | 0              |       |
| 2022       | 9        | 0              |       |
| 2023       | 4        | 0              |       |
| Összesen   | Összesen | 126            | 1     |

## Sikerei, díjai

### Klubcsapatokkal
Deportivo Táchira
- Venezuelan Primera División: 2007–08

 Juventus
- Serie A (1): 2016–17
- Coppa Italia (1): 2016–17

### Egyéni
- Adidas legjobb játékosa a 2011-es Copa América nevezetű tornán

## Fordítás
- Ez a szócikk részben vagy egészben  a   Tomás Rincón című angol Wikipédia-szócikk fordításán alapul.  Az eredeti cikk szerkesztőit annak laptörténete sorolja fel. Ez a jelzés csupán a megfogalmazás eredetét és a szerzői jogokat jelzi, nem szolgál a cikkben szereplő információk forrásmegjelöléseként.